# Municipalità distrettuale di Ehlanzeni
La municipalità distrettuale di Ehlanzeni (in inglese Ehlanzeni District Municipality) è un distretto della provincia di Mpumalanga e il suo codice di distretto è DC32.
La sede amministrativa e legislativa è la città di Mbombela e il suo territorio si estende su una superficie di 14.111 km².
Una parte del territorio della municipalità distrettuale è un DMAs, chiamato MPDMA32.

## Geografia fisica

### Confini
La  municipalità distrettuale di Ehlanzeni confina a nord con quella di Mopani (Limpopo), a sudovest con quella di Gert Sibande, a ovest con quelle di Nkangala e  Greater Sekhukhune (Limpopo), a est con il Mozambico e a sud con lo Swaziland.

### Suddivisione amministrativa
Il distretto è suddiviso in 5 municipalità locali:
- Bushbuckridge
- Thaba Chweu
- Mbombela
- Umjindi
- Nkomazi